# Столп Кацхи
Кацхийский столп (груз. კაცხის სვეტი) — известняковый монолит высотой 40 м у реки Кацхура, правого притока Квирилы, в посёлке Кацхи (западная часть региона Грузии — Имеретии), недалеко от города Чиатура. Столп Кацхи и возведённый на нём храм впервые упоминаются в записях грузинского принца Вахушти Багратиони:

Я увидел скалу в ущелье, настолько высокую и узкую, прямо как столб, а на скале стояло некое сооружение и никто не в состоянии подняться туда, даже я не понимаю, как это сделать.

## История
На вершине горного образования стоит церковь, построенная между VI и VIII веками. До прихода христианства Кацхинский столп почитался местными жителями как символ бога плодородия. После прихода в Грузию христианства столп не потерял своё культовое значение. Люди верили, что это место, где человек может приблизиться к Богу. На вершине горы христиане возвели храм и отправляли религиозные обряды до тех пор, пока не началось вторжение Османской Турции.
Церковь была заброшена. В XVIII веке принц Багратиони попробовал забраться на вершину горы, однако все попытки закончились неудачей. В 1944 году исследовательская группа во главе с альпинистом Александром Джапаридзе и писателем Леваном Готуа совершила первый подъём на гору и установила, что здесь когда-то был храм. После этого местные жители начали совершать паломничество к храму. Особенно часто храм стали посещать к началу 1990-х годов, в период возрождения христианства в Грузии. Особое влияние на данные события оказал монах Максим, который в 1993 году перебрался в Кацхи и жил всю зиму в гроте под каменной колонной. Максиму начали давать пожертвования для возрождения храма. При финансировании государства с 1999 по 2009 год на руинах храма проходили археологические исследования, после чего храм был снова возведён и назван в честь Максима Исповедника. Археологи обнаружили останки неизвестного монаха. Сегодня местные жители называют храм «Крепостью одиночества».

## Архитектура
На столбе Кацхи сегодня находится церковь, возведённая из руин первого храма, склеп, винный погреб и наружная крепостная стена на боковой неровной поверхности горы. Церковь Св. Максимa Исповедникa расположена в юго-восточной части поверхности Кацхи. Простой дизайн церковного зала высотой 3,5 метров и шириной 4,5 метров, выложенный из камня, полностью повторяет первый разрушенный храм. К югу от церкви находится небольшой склеп, служивший когда-то усыпальницей. В основании горы высечен Болнисский крест. Наверх можно подняться по подвесной лестнице, установленной после первой экспедиции 1944 года.